# بريمورسكو-أختارسك
بريمورسكو-أختارسك (بالروسية: Приморско-Ахтарск) هي إحدى مدن روسيا في الكيان الفدرالي الروسي كراسنودار كراي.يبلغ عدد سكانها30000 نسمة.